# Manuel de Larrea y Jijón
Manuel de Larrea y Jijón, primer Marqués de San José y Vizconde de Casa Larrea, político y terrateniente ecuatoriano. Prócer de la Independencia de Ecuador, miembro de la Junta de Gobierno del 10 de agosto de 1809.

## Biografía
Hijo de Gregorio de Larrea y León, terrateniente riobambeño, y de Antonia Jijón y Chiriboga. Nació en Ibarra, provincia de Imbabura, en 1772, habiendo sido bautizado allí el 9 de febrero. Pariente por línea paterna de José de Larrea y Loredo, magistrado peruano y primer presidente del congreso constituyente del Perú.
Al igual que su hermano José, sus padres lo enviaron a España e hizo estudios en el Colegio de Nobles de Sevilla. Regresó a Ecuador hacia 1795 y contrajo matrimonio el 1 de enero de 1797 con doña «Rosa Carrión y Velasco» (enlace roto disponible en este archivo).,nacida en Quito en 1777, quien fue dotada de 9.022 pesos dos días antes de la boda, que se celebró en la iglesia de Santa Bárbara. Era hija del Dr. Nicolás Carrión y Vaca, abogado nacido en Loja, y de María Josefa Velasco y Vallejo, nacida en Riobamba, hija a su vez de Félix Velasco y Pérez de Villamar y de doña Clara Vallejo y Sarmiento de Villandrando. Doña Rosa quedó huérfana a muy temprana edad y fue criada por sus tíos, los Marqueses de Miraflores, quienes la consideraban como hija suya.
La fortuna de Larrea era tan grande que, al casarse, sobrepasaba los 40.000 pesos, y dio a su novia en arras por su virginidad la suma de 4.000 pesos. Invirtió la dote de ella en comprar la hacienda Mulinliví en el  Cantón Pujilí, provincia de  Cotopaxi.
En 1797, aparece ya como dueño de la hacienda San José de Urcuquí. En 1798, fue alcalde Segundo de Quito, y en la primera década del siglo XIX estuvo establecido en Ibarra, donde fue alcalde Ordinario.

## La Independencia
Se le eligió Vocal de la Junta de Gobierno del 10 de agosto de 1809, sin que esto signifique que haya tenido por entonces ideas revolucionarias. Efectivamente, tanto él como su primo Montúfar, Marqués de Selva Alegre, fueron gestores de la contrarrevolución, según declaró Larrea en estas palabras:

Con el mismo señor Oidor Juez Comisionado, don Felipe Fuertes y Amar, tuvo una conversación larga, en la que llorando él y también el declarante, le manifestó su modo de pensar... Así es que, tomando un nuevo espíritu, trató de la reposición del legítimo gobierno con tal tenacidad y empeño que no dejó medio alguno para conseguirlo, pero, por desgracia, sin aquel fruto que deseaba: Es verdad que esto, quien lo promovió primero, fue el Marqués de Selva Alegre, pues según se acuerda, a pocos días de la revolución lo llamó primero que a nadie y llevándolo a un cuarto que estaba en el traspatio de su casa, le habló con expresiones las más vehementes, encargándole mucho el secreto sobre la reposición del señor Presidente.

Y luego de referir que Morales y Quiroga se oponían a la contrarrevolución, se expresa así:

"Desde el momento que lo supieron [que quería hacerse la contrarrevolución] empezó tal fermento entre ellos, tal fermento en lo que llamaban pueblo, tales amenazas y riesgos bien constantes en toda la ciudad. Desengañado de que ya no podía sacar partido y para evitar al mismo tiempo los riesgos que le amenazaban, tuvo a bien retirarse al campo, de donde, con un escrito muy sumiso, pedía que se le admitiese la renuncia que hacía, la que al momento se despachó, conforme a sus deseos. Que pasó a ver al señor presidente Ruiz de Castilla y le dijo los riesgos que tenía su persona, lo mucho que deseaba se alejase de las cercanías de Quito, que lo llevaría a alguna de sus haciendas... pensó últimamente que si le parecía a su Excelencia, iría al partido de Otavalo e Ibarra a reclutar la gente que pudiese resistir por ese lado a cualquier disposición de los que pensaban de distinto modo que el declarante... Que se puso un papel en que se pedía la restitución del señor Presidente con las firmas del Marqués de Selva Alegre y de todos los vocales y que Morales y Quiroga lo contradijeron bajo sus firmas y que no obstante que podía prevalecer la pluralidad de votos, los dos dichos hicieron que no tenga efecto el de todos”.

A pesar de su ideología y por su alto poder social, fue de nuevo llamado para integrar la Junta de Gobierno de 1810.
En 1812, fue uno de los firmantes de la Constitución de Quito.
El año de 1810, su mujer, doña Rosa Carrión, se convirtió en heredera universal de sus padres adoptivos, los Marqueses de Miraflores, Cnel. Mariano Flores Jiménez y doña Ignacia de Bobadilla y Carrión, prima de ella, quienes le dejaron: la casa de Quito (en la actual calle García Moreno y Olmedo), Tilipulo, Saquisilí, La Calera, Maca, Mulaló, sitio de Ilitio, hato de Pasanchi, Cunchibamba y Tambillo.
En 1813, fue alcalde de Quito y Presidente del Municipio. En octubre de ese año, mientras se encontraba solo en la biblioteca de su casa, fue asaltado, pero al ladrón se le cayó el antifaz, reconociendo Larrea en él a un amigo. El incidente y los criados que acudían hicieron que el ladrón huyera y, en noble gesto, Larrea perdonó su acción y le envió 100 onzas de oro, considerando que su amigo estaba en pobreza.
En 1814, era Coronel de Milicias, grado que ostentaba aún en 1822. Fue dueño de Añaburo, Peguche, Pitura en Cotacachi, San Francisco de Tumbabiro, San José de Urcuquí, Tambillo Alto, Ayaurco, Abagac, barrio en el mismo lugar, Capiola, Cotama en Otavalo, Chiriacu en Chimbacalle, Pasochoa en Amaguaña, la quinta Pomasqui, La Merced en Sangolquí, Pansachi, Pilopata en Uyumbicho, Cualavi en Urcuquí, El Hospital en el mismo lugar, El Molino en Cotacachi, Gualaví en Ibarra, Jatunyacu en Otavalo, Pantaví en Urcuquí, Piñán en Cotacachi, Pisangacho en Urcuquí, Pucará en Otavalo, San Buenaventura en Urcuquí San Isidro de Urcuquí, San Juan de Urcuquí, San Roque en Ibarra. Hacia el sur, poseía: el obraje de Tilipulo, el Tilipulo de Alaques, San Juan de Mulalo, La Ciénega, San Joaquín de Mulalo, Patococha, Pasanche de Alaques, Milinliví en Pujilí, Mulaló, La Provincia en Isinliví, Guaytacama, Churopinto en Mulaló, Cunchibamba Chiquito en Latacunga y La Compañía en Saquisilí.
Así pues, mientras sus padres poseyeron 19 propiedades, el hijo llegó a las 44, siendo sin duda el mayor latifundista que ha tenido Ecuador, después de los jesuitas.

## El Marquesado de San José
En 1815, con tal largo patrimonio, lo único que le faltaba era un título nobiliario. Tenía sólo 43 años y la reacción españolista, de la cual participaba, había aumentado sus pujos de nobleza y vanidad. Efectivamente, ese año, Fernando VII le concedió los títulos de Primer Marqués de San José y de Vizconde de Casa Larrea.
Algo pasó que, enseguida de obtenido el título, sus ideas monárquicas se hicieron de tinte republicano. ¿Sintió acaso que estas últimas eran las ideas que iban a triunfar y se acomodó a la nueva perspectiva?. Tanto así que fue apresado el 27 de junio de 1816, junto con Manuel Mathéu, Guillermo Valdivieso, los doctores Javier Salazar y Bernardo León y don José Barba. En enero de 1818, salieron desterrados a España Juan Pío Montúfar, Manuel Mathéu, Guillermo Valdivieso y el cura Francisco Rodríguez y Soto.
En 1819, hizo un convenio con su tío Francisco Jijón Chiriboga, respecto a las aguas de San José, liquidando una vieja pendencia.
El 3 de mayo de 1822, el presidente Aymerich ordenó su prisión acusándolo de que se carteaba con el general Sucre. El mismo mes, como propietario en Saquisilí, las fuerzas patriotas le asignaron 200 pesos de contribución para el Ejército de Sucre. Al mes siguiente, ya triunfantes las nuevas ideas, el Gobierno le comisionó para dirigir los trabajos del camino a Esmeraldas.
En abril de 1828, junto con su esposa, fueron padrinos del matrimonio del Mariscal Antonio José de Sucre con doña Mariana Carcelén y Larrea, Marquesa de Solanda y de Villarocha.
Tuvo gran amistad con el Libertador, quien al dirigir una proclama a los quiteños, se expresó así de Larrea:
"Recibid a nombre de la Patria la gratitud que se os merece por vuestro inflamado celo por la consagración de la sacrosanta Ley que ha fundado a Colombia... Vuestros próceres han dado un ejemplo inimitable, vuestros antiguos nobles fueron los primeros en entrar en las filas. El más rico ciudadano de Colombia, anciano y enfermo, ha tomado un fusil, ha recibido la disciplina como un simple soldado: como el antiguo Marqués de San José, todos habéis llenado este sagrado deber".
Efectivamente, don Manuel Larrea adolecía desde antes de una grave enfermedad a la piel que le hizo recluirse en su casa de Santa Bárbara y que, a pesar de tener sólo 50 años, parecía de 80.
En 1823, era el terrateniente más rico de Izamba en Tungurahua, y se le señaló 25 pesos para la campaña de Perú. Se eclipsó por varios años, en 1830 le enjuició desde Lima el Conde de las Lagunas, porque aun le debía un resto del remate de Pitura. En 1831, estableció un censo en Añaburo, a favor del hospital de La Caridad y compró a Luís Fernández Salvador la hacienda de Tambillo Alto. En 1833, arrendó Peguche a Joaquín Rodríguez, vendió dos haciendas a José Valentín Chiriboga, entre ellas San Francisco en Tumbabiro y cambió Tambillo Alto con el mismo Salvador, recibiendo a cambio la de Ayaurco en Machachi. Este mismo año vendió Chiriacu al Carmen Alto.
En el censo de Santa Bárbara en 1833, se nota que vivía con tres hijas adoptadas y con trece esclavos negros, a diez de los cuales había otorgado la libertad.
Había testado en Quito el 13 de marzo de 1831, ante el notario Castrillón. Pidió ser sepultado en la capilla de Nuestra Señora de la Antigua, en El Tejar. Muy afectuoso con sus hijas adoptivas, dejó a Mercedes la hacienda de San Francisco en Urcuquí y la casa llamada "de Corte"; a Camila le dejó Cunchibamba Chiquito y a Carmen Cotogcha en Chillo. Otorgó codicilios el 26 de septiembre de 1832, el 8 de abril y el 13 de noviembre de 1835, siendo sepultado en el Panteón de la Recolección Mercedaria.
Su esposa testó el 24 de octubre de 1845, ante Castrillón, y declaró que sus joyas estaban avaluadas en 8.000 pesos, poseía 6 casas en Quito y 12 propiedades rurales: Tilipulo, Saquisilí, La Calera, Maca, Mulaló, Pomasqui, Mulinliví, San Juan, Santa Rosa de Chillo, Pasochoa, Rumipamba y una quinta en Pomasqui.

### Condecoraciones y méritos
- Gran Cruz de San Lorenzo, de la Primera Junta de Gobierno Autónoma de Quito, en 1809.

## Descendencia
Fueron hijos del primer Marqués de San José:
1.-  Manuel María José Antonio Modesto Larrea y Carrión, nació en Quito en 1799. Segundo Marqués de San José. Con sucesión: los historiadores Jacinto Jijón y Caamaño y Cristóbal de Gangotena y Jijón, los Condes de Casa Jijón, familias Ponce Gangotena, Paredes Larrea, Mateus Paredes, Chiriboga Mateus, Ponce Mateus, Mateus Jijón, Mateus Campos, Mateus Ponce, Ribadeneira-Larrea Subía, Dávila Ribadeneira-Larrea, Dávila González, Dávila Espinosa, Dávila Terán, Dávila Mora, Sánchez Muñoz, Alvarado Dávila, Proaño Alvarado, Alvarado Suárez, Alvarado León, Suárez Alvarado, Fierro Alvarado, Escorza Alvarado, Villota Alvarado, Alvarado Moreno, Alvarado Zapata, Alvarado Renken, Yépez Alvarado, Cedeño Proaño, Dávila Trueba, Andrade Dávila, Dávila Rosero, Mancheno Ribadeneira, Echanique Mancheno, Donoso Echanique, Donoso Cobo, Ribadeneira Aguirre, el expresidente de la República del Ecuador  León Febres-Cordero Ribadeneira, Febres-Cordero Cordovez, Durán-Ballén Febres-Cordero, Chiriboga Larrea, Salvador Chiriboga, Chiriboga Rosado, Ponce Suárez, Barba Larrea, Montúfar Freile, Barba Chiriboga, Vásconez Barba, Orska Vásconez, Orska Dotti, Freile Barba, Jijón-Caamaño Barba, Larrea Freile, Larrea Buitrón, Freile Larrea, Freile Guarderas, Pérez Freile, Plaza Larrea, Larrea Estrada, Larrea Miranda, Larrea Sánchez, Larrea Haro, Larrea Jaramillo, Larrea Bustamante, Larrea Mendoza,  Correa Plaza, Guzmán Plaza, Guzmán Vintimilla, Larrea Terán, Larrea Andrade, Larrea Benalcázar, Villota Larrea, Rojas Villota, Villota Alvarado, Coba Villota, Benalcázar Larrea, Larrea Rosales, Larrea Cabrera, Larrea Torres, Larrea Calero, etc.
2.- N. Larrea Carrión, que murió niña.
3.- Carmen Larrea Paz, nacida en Quito en 1819. Heredó la hacienda de Cotogchoa en Chillo, la cual arrendó en 1873 a José Vega; en 1899, hizo sociedad agrícola con José Justiniano Estupiñán; en 1900, cedió aguas a don Víctor Gangotena para sus haciendas de Satna Ana y San Nicolás de Chillo y, en 1903, la arrendó al mismo Estupiñán. Murió en Quito el 31 de marzo de 1905, a las cuatro y media de la tarde y luego de la extirpación de un tumor.
Había casado a los 17 años, previa dispensa del 9 de diciembre de 1836, con el Dr. Camilo Orejuela de la Barrera, nacido en Quito en 1792, abogado, 27 años mayor que ella. Con sucesión: Orejuela Escobar, Orejuela González-Rubio, Vega Orejuela, Orejuela Rojas, Estupiñán Orejuela, Félix Estupiñán, Pachano Estupiñán, Iturralde Pachano, Chiriboga Pachano, Valencia Estupiñán, Burbach Estupiñán, Flórez Estupiñán, Fiallos Estupiñán, Iturralde Pachano, Chiriboga Pachano, Fonseca Flórez, Von Unger Fiallos, Félix Encalada, Félix Sevilla, Félix Uriarte, Orejuela Terneux, etc.
4.- Camila Larrea Paz, quien nació en Quito en 1819. Adoptada. Hija de don Mariano Chiriboga y Requejo. Su padre adoptivo declara en un codicilio lo siguiente: "la una es de nuestra propia sangre", por el parentesco que tanto él como su esposa tenían por el lado de Chiriboga con don Mariano. Heredó Cunchibamba Chiquito en Izamba, que en 1850 arrendó a Manuel Anda Égüez, en 1858 vendió una parte a Pablo Albornoz y aun poseía el resto en 1867. Murió en Quito 20 de julio de 1889, a los 70 años. Cuando niña, sufrió una caída y quien le salvó fue Manuel Navarro Balladares, natural de Amaguaña, por lo que su padre en gratitud hizo representar la escena en un cuadro. Al paso de los años, cuando tenía ya 35 años, se casó en Santa Bárbara el 6 de febrero de 1854 con su antiguo benefactor. Con sucesión: Chiriboga Navarro, Valverde Chiriboga, Chiriboga Guarderas, Chiriboga Altúnez, Whitney Chiriboga, Chiriboga Chiriboga, Tyler Chiriboga, Chiriboga Álvarez, Chiriboga Vega, Espinosa Chiriboga, etc.
5.- Mercedes Larrea Paz, nacida en Quito en 1819. Adoptada y, según los mentados codicilios, "hija legítima de ese noble matrimonio de Riobamba cuya tragedia conoces". Heredó la casa de Corte en Quito y la hacienda de San Francisco en Urcuquí. Casó a los 26 años con Antonio Martínez Jijón. Con sucesión: Donoso Martínez, Donoso Dammer, Martínez Pozo, Cervantes Martínez, etc.